# Palacio de Revillagigedo (Ramales de la Victoria)
El Palacio de Revillagigedo es un edificio del siglo XVIII que se encuentra en el municipio de Ramales de la Victoria en la Comunidad Autónoma de Cantabria, en España.

## Descripción
Es un edificio de época barroca declarado como Bien Inventariado. En origen, estuvo formado por un cuerpo central, a dos alturas y bajo cubierta de dos faldones y dos cuerpos laterales –torres–, de tres pisos y con cubierta de cuatro faldones. Cuenta con cuatro pisos: una planta baja, con un zaguán con tres arcos de medio punto rebajados y tapiados en posteriores reformas, una planta principal, con balconada corrida de forja, y dos plantas añadidas, a igual altura que los cuerpos de las torres.

## Historia
El Palacio de Revillagigedo perteneció al virrey de México, Juan Francisco de Güemes (1681-1766), primer conde de Revillagigedo, cuyas armas se ven en el frontal de las dos torres. El edificio es conocido con el sobrenombre de «las torres». El palacio ha sido reformado, desde su destrucción en 1839 durante la guerra carlista hasta la reconstrucción de mediados del siglo XX.
Este edificio tiene gran parecido con el Palacio de Revillagigedo en Gijón.